# Turčianky
Turčianky (Hongaars: Turcsány) is een Slowaakse gemeente in de regio Trenčín, en maakt deel uit van het district Partizánske.
Turčianky telt 149 inwoners.